# Hoplolabis sachalina
Hoplolabis sachalina är en tvåvingeart som först beskrevs av Alexander 1924.  Hoplolabis sachalina ingår i släktet Hoplolabis och familjen småharkrankar. Inga underarter finns listade i Catalogue of Life.